# Birger Rydvall
Gustaf Birger Rydvall, född 26 augusti 1901 i Mönsterås, Kalmar län, död 27 september 1947 i Mönsterås, var en svensk bildhuggare och hembygdsforskare.
Han var son till urmakaren Karl Oskar Rydvall och Emma Kristina Johansson. Vid sidan av sin verksamt som bildhuggare var han från 1927 biträdande föreståndare för Stranda härads hembygdsförenings samlingar och en ivrig förkämpe för att samlingen skulle utökas. I samlingarna ingår några av Rydvalls egna konstskickligt formade föremål.